# Catopsilia scylla
Catopsilia scylla  (лат.) — вид чешуекрылых насекомых из семейства белянок. Распространён в Китае, Юго-Восточной Азии и Австралии (Северная территория, Квинсленд, Южная Австралия и Западная Австралия).
Гусеницы питаются на представителях семейства цезальпиниевых — Cassia biflora, Cassia tora и Cassia fistula.
Известно 8 подвидов:
- Catopsilia scylla scylla — Ява, Бали, Ломбок, Бавеан;
- Catopsilia scylla praerubida — Флорес;
- Catopsilia scylla sidra — Сумбава;
- Catopsilia scylla cornelia — южная Мьянма, полуостровная Малайзия, Сингапур, Суматра;
- Catopsilia scylla asema — Сулавеси;
- Catopsilia scylla bangkeiana — Банггаи;
- Catopsilia scylla etesia — Австралия;
- Catopsilia scylla moluccarum — Молуккские острова.